# Michał Działo
Michał Działo (ur. 8 lutego 1987) – polski hokeista.

## Kariera
- Naprzód Janów (2005-2011)
- Zagłębie Sosnowiec (2011-2013)
- Naprzód Janów (2013-2015)
- Polonia Bytom (2015-2018)
- Zagłębie Sosnowiec (2018-)

Wychowanek Naprzodu Janów i do 2015 zawodnik tego klubu. Od 2015 zawodnik Polonii Bytom. Po sezonie 2017/2018 powrócił do zespołu Zagłębia Sosnowiec.
W barwach reprezentacji Polski do lat 20 uczestniczył w turnieju mistrzostw świata juniorów do lat 20 w 2007 (Dywizja I).

## Sukcesy
Klubowe
- Złoty medal I ligi: 2014 z Naprzodem Janów
- Brązowy medal mistrzostw Polski: 2017 z Polonią Bytom